# Fandango (banda)
Fandango es un grupo juvenil mexicano creado en el año 1984 por Abelardo Leal en la ciudad de Monterrey, Nuevo León, México, formado por cinco mujeres adolescentes con un sonido novedoso de la época que firmaron un contrato discográfico en el año de 1986, consiguiendo poner de moda su estilo de música pop y balada.
Ante el boom de agrupaciones femeninas en México, el quinteto femenino surge como la respuesta a artistas juveniles femeninos de éxito como Flans y Pandora o Bananarama y The Bangles.

## Origen y primeros años
En el año de 1984 el productor Abelardo Leal tuvo la idea de crear un grupo formado exclusivamente por mujeres para dar batalla a la fuerte ola de "boy bands" que llegaron al mercado musical. Inicia una convocatoria para elegir a las integrantes que formarían este proyecto. Tras unas audiciones son elegidas las 5 chicas adolescentes que conformarían este proyecto musical que llevaría por nombre Fandango. Originalmente fueron elegidas: Yadira (14 años), Rocío (15 años), Diana Carolina (15 años), Moña (16 años) y Evalinda (15 años). Abelardo Leal consigue asociarse a una discográfica de Monterrey (ZIGAN) y con esto el grupo graba en 1985 su primer LP titulado Contrastes, el cual solo fue distribuido en la ciudad de Monterrey y entre los familiares y amistades de las jóvenes, mientras que el grupo realizaba presentaciones en fiestas privadas y plazas comerciales.
Un par de meses después del lanzamiento del disco Diana Carolina y Yadira dejan el grupo, acción que les costó el anonimato total, puesto que en las diversas biografías del grupo nunca han sido mencionadas como integrantes de Fandango. Antes de finalizar ese año se incorporan al proyecto Liliana  (16 años) y Alexa (15 años), las cuales junto con Evalinda, Moña y Rocío formarían lo que para muchos es la formación definitiva del grupo, que les llevaría a la fama.
Al principio de 1986, se presenta la oportunidad de salir del anonimato regional pues en una visita a Monterrey de Luis Moyano, director artístico de EMI Capitol, las escucha y se interesa en ellas, firmando así un contrato con ellas. Ese mismo año se reedita su primer LP titulado nuevamente Contrastes. El contenido del disco era el mismo del anterior a excepción del tema Siente la Vibración que se sustituyó por Te Siento Amor. El disco se realizó con poco presupuesto y su repercusión fue escasa.

## Autos, moda y rock and roll: la llegada del éxito
A partir del año 1987, Fandango se convierte en el nombre de un grupo musical cuyas canciones y coreografías se memorizan para ser parte de las fiestas juveniles. Son presentadas oficialmente el 24 de mayo en la ciudad de Querétaro durante el certamen de belleza "Señorita México". A partir de ahí sus temas Autos, moda y rock and roll, La vuelta a mi corazón en 80 segundos, Irresistible seducción y Un millón de maneras de olvidarte, se difunden con gran éxito en la radio, al igual que su segundo LP titulado Autos, moda y rock and roll, con el cual Alexa, Rocío, Liliana, Moña y Evalinda se convierten en modelos a seguir por niñas y jovencitas en México. Debido al éxito con el que entraron al mercado musical, ese año son invitadas a recibir el galardón los 15 grandes del programa dominical Siempre en Domingo conducido por Raúl Velasco. Posteriormente son reconocidas con el disco de oro por las altas ventas del álbum, considerado el más exitoso del grupo.
Para diciembre de ese mismo año son invitadas a participar en un álbum navideño llamado Esta Navidad donde ellas interpretan el villancico "Dime niño de quien eres". En el disco también participaban otros artistas del momento como Yuri, Flans, Timbiriche y Mijares, entre otros.

## El renombre y los primeros cambios de alineación
En el año de 1988 Fandango lanza su tercer LP titulado ¡Hola! Qué Tal, álbum con el cual las cinco chicas logran mantener su renombre con éxitos radiales como Ricas y Famosas, Demasiado Joven y ¡Hola! Qué Tal. Durante esta época el grupo graba temas especiales como "Para ti, para mí" y el tema "la Brujita Boba" que se incluyó en un álbum infantil Érase una vez lanzado por su casa discográfica y que contaba con la participación de los artistas más importantes de dicha discográfica, como Pandora, Yuri, Manuel Mijares y Tatiana.
Durante la promoción de ¡Hola! Qué Tal, Alexa abandonó el grupo por asuntos de índole personal (años más tarde se integra al grupo Timbiriche). La promoción del álbum siguió solo con las 4 integrantes restantes y posteriormente se inician audiciones para encontrar al reemplazo de Alexa, siendo así escogida Sandra (17 años) quien inmediatamente inicia presentaciones y conciertos con Fandango. Poco tiempo después, Evalinda también dejó el grupo para vivir una vida normal. Tras esta deserción EMI inicia nuevamente audiciones y elige para reemplazarla a Janet (18 años).

## Un sonido vanguardista y la falta de apoyo de EMI
Para dar la bienvenida a sus nuevas integrantes, el grupo lanzó en el año de 1989 Fandango, su cuarto LP, dónde las canciones Sueños Mágicos, Dos Corazones En La Oscuridad y Todos Quieren Bailar Conmigo siguen con éxito en la radio, algo plenamente identificado con los jóvenes que crecieron con la ansiedad por el baile, además de ser un álbum innovador con una fuerte influencia europea que le dio un toque de vanguardia. A mediados de ese año el grupo tiene una participación especial en el célebre programa de televisión: Papá Soltero.
En plena promoción del cuarto LP, la EMI iba perdiendo cada vez el interés por el grupo, hasta llegar a la conclusión de que no renovaría su contrato debido a la "carencia del renombre", asunto que no era ciertamente verdad. Debido a esto, las cinco chicas y Abelardo llegaron a la conclusión de que la EMI no ponía la misma cantidad de promoción y de publicidad en el grupo, miraban a Fandango como si éste se disolviera.

## La alianza con Ronald Correa: más cambios de alineación
Así inicia 1990 y ante tan difícil situación un hombre de negocios Ronald Correa se reúne con Abelardo y las chicas, teniendo como fin que el grupo continuaría con o sin la EMI, pero nuevamente se quedaría sin dos de las integrantes originales: Liliana y Moña dejaron el grupo. Liliana partió hacia el extranjero para estudiar una carrera, mientras que Moña seguiría cerca del grupo porque se convirtió en la esposa de Abelardo. Como Ronald sabía que el grupo necesitaría algunas caras frescas convocó a una muchedumbre de chicas a hacer un casting y fue así como seleccionaron a Anabella (18 años) y Marlene (16 años) como reemplazos.
Sin una etiqueta de registro, el grupo necesitaría probar al público de qué estaban hechas. A pesar de que Ronald vio que las chicas desaparecían en el mercado musical, decidió que para que fueran notadas otra vez necesitarían comenzar de nuevo y realizar conciertos al aire libre en Los Ángeles. Y así, cada festival de música en Los Ángeles tenía a Fandango como uno de los ejecutantes.
En diciembre de 1990 Fandango hizo algo que era inesperado, incluyeron al grupo en un reportaje para "TEEN" una revista juvenil que fue lanzada en los Estados Unidos, algo que ningún otro artista latino había hecho. Esto volvió a capturar la atención de la EMI y Sony. Dos ofertas estaban en la mira y era hora de decidir cual tomar.
Fandango decidió grabar otro álbum con la EMI y así fue cómo Volver A Ser Feliz el quinto LP de Fandango fue lanzado en enero de 1991 con composiciones de Hays-Seeger-Hernaldo Zúñiga, Manuel Pacho, Emilio González, Abelardo Leal, entre otros. A mediados de ese año el grupo tiene una participación especial en la telenovela juvenil: Alcanzar una estrella II. Con este nuevo álbum Ronald vio que el grupo traía más tendencias actuales, pero como la EMI no vio la nueva imagen del grupo para traer dinero y ventas detuvo la promoción del álbum.

## La resistencia a la disolución del grupo
Al llegar a este punto, las chicas frustradas decidieron que Fandango terminaría. Rocío después de un tiempo se casó al igual que Janet, Anabella regresó a la Ciudad de México, Marlene terminó la preparatoria y continuó con sus estudios, fue conductora de un exitoso programa infantil llamado "Lore-Lore" (por su primer nombre) y actualmente conduce un programa de revista matutino en su natal Monterrey, mientras que Sandra viviría una vida apartada de los reflectores.
Desesperado por evitar el fin de Fandango, Correa fue capaz de convencer a la tienda de departamentos Target para tener a Fandango como voceras para la apertura de tiendas, cerca de la frontera México-EE. UU. Sin embargo, Anabella, Marlene, Rocío y Sandra se negaron a ser parte de la promoción, terminando así su ciclo en el grupo. Correa sólo pudo convencer a Janet y al miembro original Liliana (quien ya había dejado el grupo en 1990) a participar en esta aventura, pero tendría que conseguir tres chicas más para hacer un nuevo Fandango. Ellas integran a Karina (19 años) la hermana menor de Janet y a dos de sus amigas de la escuela.
El grupo filmó dos comerciales para la tienda que se transmitió a través de la temporada vacacional de 1991. Después de la grabación de los comerciales, ya iniciando 1992 Abelardo Leal decidió que Fandango se terminó y puso fin a su alianza con Correa. Como resultado, Fandango deja de existir.
Actualmente con la revolución del regreso de los 80's tanto en la moda como en la música, EMI ha relanzado 3 de los 5 discos de Fandango en formato Compact Disc y formato digital logrando altas ventas al igual que sus ventas por internet.
En la carrera de Fandango hubo muchos puntos buenos y malos con respecto a cómo manejaron la imagen del grupo, ya que nunca se permitió que el público tuviera contacto cercano y personal con los miembros. Los fanes no sabían de hechos simples como los cumpleaños o los nombres de los miembros pasados, lo cual llegó al grado de que nadie se identificara personalmente con ellos. Pero al mismo tiempo, subsistía la unión con los miembros del grupo.

## Regreso
En febrero de 2011 (20 años después de su desintegración), 4 de las integrantes originales: Alexa, Evalinda, Liliana y Rocío se reúnen para un concierto homenaje llamado Ama la Vida en honor al Productor Loris Ceroni por sus 25 años de carrera, efectuado el 9 de febrero en Guadalajara donde Fandango interpretó su ya emblemático éxito: Autos, Moda y Rock and Roll en una nueva versión. Había planes de una gira de reencuentro pero por motivos desconocidos no se llevó a cabo y esto solo quedó como una reunión especial.
En marzo de 2018, se reúnen las 9 integrantes oficiales (originales y reemplazos, a excepciones de Diana Carolina, Yadira y Karina quienes nunca fueron presentadas oficialmente al público como integrantes del grupo) durante una cena particular en Monterrey lo que causó animosidad entre sus fanes. Finalmente en junio de ese mismo año: Alexa, Rocío, Anabella, Sandra, Liliana y Lorena (Marlene) logran reunirse como Fandango para con concierto en México en "Asha Fest" dónde interpretaron Un millón de maneras de olvidarte y Autos, Moda y Rock'n'Roll.
Para el 27 de octubre Fandango (ya sin Lorena en la formación y nuevamente como quinteto) se presenta junto al grupo Matute en la arena Ciudad de México en un concierto, después de ello hicieron entrevistas dando a entender su inminente regreso.

## Gira Tour: Pop & Rock
Ya iniciando 2019 Liliana deja la formación, dejando al grupo como cuarteto conformado por Alexa, Rocío, Anabella y Sandra, las cuales siguieron haciendo presentaciones en diferentes sedes, ya para septiembre se presentan como parte del elenco de un nuevo proyecto llamado Gira Tour Pop & Rock donde se logran reunir exintegrantes de famosas agrupaciones de los 80's como lo fueron Parchís, Timbiriche, Flans, Chamos entre otro, siendo el primer concierto de dicha Gira el 27 de septiembre en la ciudad de Monterrey, el show fue un éxito rotundo y hubo una fecha más en Guadalajara pero está gira se tuvo que cancelar debido a la pandemia ocasionada por el virus del Covid 19.

## Cronología
|                                      |                                      |                                      |                                      |                                      |                                      |                                      |                                      |                                      |                                  |                                  |      |
|                                      | Contrastes                           |                                      |                                      | Autos, Moda y Rock and Roll          | ¡Hola! Qué Tal                       |                                      | Fandango                             |                                      | Volver A Ser Feliz               |                                  |      |
| 1984                                 | 1985                                 |                                      | 1986                                 | 1987                                 | 1988                                 |                                      | 1989                                 | 1990                                 |                                  | 1991                             | 1992 |
| Rocío Torres Segovia                 |                                      |                                      |                                      |                                      |                                      |                                      |                                      |                                      |                                  |                                  |      |
| María Eugenia Arrambide Cantu (Moña) | María Eugenia Arrambide Cantu (Moña) | María Eugenia Arrambide Cantu (Moña) | María Eugenia Arrambide Cantu (Moña) | María Eugenia Arrambide Cantu (Moña) | María Eugenia Arrambide Cantu (Moña) | María Eugenia Arrambide Cantu (Moña) | María Eugenia Arrambide Cantu (Moña) | María Eugenia Arrambide Cantu (Moña) | Lorena Marlene Cortinas Galván   | Lorena Marlene Cortinas Galván   |      |
| Evalinda González González           | Evalinda González González           | Evalinda González González           | Evalinda González González           | Evalinda González González           | Evalinda González González           | María Elena Janet Támez Martínez     | María Elena Janet Támez Martínez     | María Elena Janet Támez Martínez     | María Elena Janet Támez Martínez | María Elena Janet Támez Martínez |      |
|                                      |                                      | Liliana García González              | Liliana García González              | Liliana García González              | Liliana García González              | Liliana García González              | Liliana García González              | Liliana García González              | Anabella de Hoyos                | Anabella de Hoyos                |      |
|                                      |                                      | Alexa Lozano                         | Alexa Lozano                         | Alexa Lozano                         | Alexa Lozano                         | Sandra Elizondo Guerra               | Sandra Elizondo Guerra               | Sandra Elizondo Guerra               | Sandra Elizondo Guerra           | Sandra Elizondo Guerra           |      |
| Diana Carolina Castro Támez          |                                      |                                      |                                      |                                      |                                      |                                      |                                      |                                      |                                  |                                  |      |
| Yadira Durán Rodríguez               |                                      |                                      |                                      |                                      |                                      |                                      |                                      |                                      |                                  |                                  |      |

Miembros Originales :
- Rocío Torres Segovia (1984-1992) ( 2011) (2018 - Actualidad) **
- Evalinda González González (1984-1988) (2011) **
- María Eugenia Arrambide Cantu "Moña"  (1984-1990) **
- Liliana García González (1985-1990) (2011) (2018-2019) **
- Alexa Lozano (1985-1988) (2011) (2018 - Actualidad)**

Reemplazos:
- Sandra Elizondo Guerra (Reemplazo de Alexa / 1988-1992) (2018 - Actualidad)
- María Elena Janet Tamez Martínez (Reemplazo de Evalinda / 1988-1992)
- Anabella De Hoyos Villarreal (Reemplazo de Liliana / 1990-1992) (2018 - Actualidad)
- Lorena Marlene Cortinas Galván (Reemplazo de Moña / 1990-1992) (2018)

Otros Miembros (No oficiales) :
- Diana Carolina Castro Támez (Integrante fundadora, pero sale del grupo antes de su lanzamiento a nivel nacional / 1984-1985)
- Yadira Durán Rodríguez (Integrante fundadora, pero sale del grupo antes de su lanzamiento a nivel nacional / 1984-1985)
- Karina Tamez Martínez (Solamente grabó los comerciales de 'TARGET' / diciembre de 1991)

## Discografía
- 1985 - Contrastes
- 1986 - Contrastes (edición 2)
- 1987 - Autos, Moda y Rock and Roll
- 1988 - ¡Hola! Qué Tal
- 1989 - Fandango
- 1991 - Volver A Ser Feliz

## Álbumes recopilatorios
- 1988 - Fandango/Disco Póster
- 1988 - Compartiendo el Éxito: Tatiana y Fandango
- 1990 - 16 Súper Éxitos
- 1997 - Mis Momentos